# محمد مصطفى (لاعب كرة قدم سوداني)
محمد مصطفى محمد أحمد هو لاعب كرة قدم سوداني، ولد في 19 فبراير 1996 في السودان. يلعب حالياً كحارس مرمى مع نادي عزام الذي ينشط في الدوري التنزاني الممتاز، وكذلك مع منتخب السودان لكرة القدم والذي شارك معه في كأس الأمم الأفريقية 2021.

## وصلات خارجية
- محمد مصطفي على موقع إي إس بي إن إف سي (الإنجليزية)
- محمد مصطفي على موقع قاعدة بيانات كرة القدم.إي يو (الإنجليزية)
- محمد مصطفي على موقع ناشيونال فوتبول تيمز (الإنجليزية)
- محمد مصطفي على موقع Soccerway.com (الإنجليزية)
- محمد مصطفي على موقع عالم كرة القدم.نت (الإنجليزية)